# Xantusia
Xantusia es uno de los tres géneros de lagartijas nocturnas (familia Xantusiidae). Las especies de Xantusia son lagartos vivíparos de tamaño pequeño a mediano que se distribuyen al suroeste de los Estados Unidos y en el norte de México .

## Taxonomía y etimología
Los nombres y descripciones del género Xantusia, así como el de la especie tipo X. vigilis, fueron publicados en 1859 por Spencer Fullerton Baird. El nombre genérico conmemora al naturalista John Xantus.

## Especies
En la actualidad de reconocen 14 especies para este género:
- Xantusia arizonae Klauber, 1931 – Lagarto nocturno de Arizona
- Xantusia bezyi Papenfuss, Macey & JA Schulte, 2001 – Lagarto nocturno de Maricopa.
- Xantusia bolsonae Webb, 1970 – lagartija nocturna del Bolsón de Mapimí.
- Xantusia extorris Webb, 1965 – Lagartija nocturna de Durango.
- Xantusia gilberti Van Denburgh, 1895 – Lagartija nocturna de Los Cabos.
- Xantusia gracilis Grismer & Galvan, 1986 – lagartija nocturno de la arenisca.
- Xantusia henshawi Stejneger, 1893 – lagarto nocturno del granito.
- Xantusia jaycolei R. Bezy, K. Bezy & Bolles, 2008 – Lagarto nocturno de Sonora.
- Xantusia riversiana Cope, 1883 – lagarto nocturno de la Isla de San Clemente.
- Xantusia sanchezi R. Bezy & Flores-Villela, 1999 – Lagarto nocturno del Bajío.
- Xantusia sherbrookei R. Bezy, K. Bezy & Bolles, 2008 – Lagarto nocturno de Comondú.
- Xantusia sierrae R. Bezy, 1967 – lagarto nocturno de Sierra.
- Xantusia vigilis Baird, 1859 – lagarto nocturno de desierto, lagarto nocturno de las yucas.
- Xantusia wigginsi Savage, 1952 – Lagarto nocturno de Baja California.

## Otras lecturas
- Baird SF (1859). Description of new genera and species of North American lizards in the museum of the Smithsonian Institution. Proc. Acad. Nat. Sci. Philadelphia 10: 253-256.
- Boulenger GA (1885). Catalogue of the Lizards in the British Museum (Natural History). Volume II ... Xantusiidæ ... London: Trustees of the British Museum (Natural History). (Taylor and Francis, printers). xiii + 497 pp. + Plates I-XXIV. (Genus Xantusia, p. 327).
- Stebbins RC (2003). A Field Guide to Western Reptiles and Amphibians, Third Edition. The Peterson Field Guide Series ®. Boston and New York: Houghton Mifflin Company. xiii + 533 pp. ISBN 978-0-395-98272-3. (Genus Xantusia, pp. 305–306).

- Datos: Q1766856
- Multimedia: Xantusia / Q1766856
- Especies: Xantusia